# Юрдешад
Юрдешад (перс. یوردشاد‎) — село на севере Ирана, в остане Тегеран. Входит в состав шахрестана Тегеран. Является частью дехестана (сельского округа) Сиахруд бахша Меркези.

## География
Село находится в центральной части остана, на правом берегу реки Джаджаруд, на расстоянии приблизительно 27 километров (по прямой) к востоко-юго-востоку от города Тегеран, административного центра шахрестана. Абсолютная высота — 1249 метров над уровнем моря.

## Население
По данным переписи 2006 года население села составляло 44 человека (23 мужчины и 21 женщина). В Юрдешаде насчитывалось 13 домохозяйств. Уровень грамотности населения составлял 88,6 %. Уровень грамотности среди мужчин составлял 95,7 %, среди женщин — 80,1 %.